# Піщане (Сумська міська громада)
Піща́не — село в Україні, у Сумській міській громаді Сумського району Сумської області. Населення становить 3044 осіб. Колишній орган місцевого самоврядування — Піщанська сільська рада.

## Історія
Вперше згадується про Піщане в царській грамоті 24 квітня 1703 р., даній полковнику Андрію Герасимовичу Кондратьєву, отриманій в спадок після полковника Герасима Кіндратовича Кондратьєва: 
«На Татариновой Луке, на р. Псёл, на устье речки Алешенки, пасека и мельница, — а ныне деревня Песчаная, да вольных черкасов 10 человек; да к той же деревне на дороге из Сум в Стецковку, пахатная земля и сенные покосы...».
Найстарішими вулицями є Шкільна, Вигонопоселенська. До 1917 р. в селі було всього 108 десятин землі, працюючих селян було 42, а даків — 72. Основним заняттям людей було сільське господарство. В селі було всього 9 коней, 6 корів, 8 плугів і боронок, 5 сівалок і вівці. Піщане багате на історичні та архітектурні пам'ятки. В 1899 р. в с. Піщане було збудоване земське училище. Допомагав побудувати, а також утримувати училище граф М. М. Толстой.
І тому, на засіданні Сумської повітової управи 15 вересня 1898 року було вирішено виразити подяку графу за його сприяння і допомогу Сумському земству в справі народної освіти. Зараз в цьому приміщенні знаходиться школа,  будівлі вже понад 100 років. .
1931—1932 рр. — роки колективізації. Весною 1931 року в селі масово відбирали в людей корів, коней, овець, інше знаряддя праці.
```
В 1932-1933 роках селом прокотився безжально-жахливий каток більшовицького ГОЛОДОМОРУ. Достовірних відомостей про кількість жертв немає, але,за спогадами очевидців, яким вдалося залишитися живими, вимирали сім'ями. Деякі люди несли нехитрий домашній скарб на обмін на їжу на територію сусідньої РРФСР, де не було голоду, але , частіше за все, вони були спіймані та повернуті назад військовими загонами, які свідомо відгороджували голодаючу Україну від нагодованих російських територій.
```

В 1942 році, коли радянські солдати відступили, в село ввійшли німці — 10-та рота, в них було декілька машин, польова кухня, коні. Поселились вони в найкращих хатах села.
Після війни було перезахоронено людей в братську могилу біля будинку культур, а в 1963 році перезахоронено загиблих людей в іншому місці: за будинком культури.
Кругом братської могили був посаджений парк, якому майже 45 років. Його садили учні школи весною 1963 року. У війні брали участь 216 жителів, загинуло 118. Серед парку, 2 вересня 1972 року, в їх честь був споруджений і відкритий меморіальний пам'ятник на честь 20 річниці з дня визволення м. Суми від німецько-фашистських загарбників. Автор меморіального пам'ятника, архітектор Сіденко Степан Кирилович. Проект затверджений начальником обласного відділу у справах будівництва і архітектури Дейнекою Анатолієм Івановичем від 23.02.1971 р. Пам'ятник складається із стіни, висота якої 2.5 м, довжина 6.2 м, ширина 40 см. На постаменті — солдат з автоматом, який схилився на коліно, опустивши голову. Він ніби віддає останню пошану своїм загиблим товаришам.
В 1943 році утворився колгосп «Червоний партизан», працювати в колгоспі стало легше, з'явився перший трактор «Універсал» Харківського тракторного заводу.
В 1960 роках колгосп став мільйонером.

## Географія
Село Піщане знаходиться на правому березі річки Олешня, вище за течією на відстані в 0,5 км розташоване село Стецьківка (Сумський район), на протилежному березі — село Житейське. Біля села розташоване озеро Торф'яне. На північному сході села розташований ліс.

## Сьогодення
За останні роки в с. Піщаному збудовано 7 приватних магазинів: 5 продуктових і 1 господарський, з яких нині працюють 4 продуктових.
У 2005 році в селі була відкрита Церква Святого Миколая (Московський патріархат). Це сучасна споруда. Допомогли будувати її наші земляки Віктор Федорченко та Олександр Воронко.
На даний момент в селі працює дитячий садочок «Дюймовочка» і загальноосвітня школа І-ІІ ступенів, СТОВ «Піщане».
12 червня 2020 року, відповідно до розпорядження Кабінету Міністрів України № 723-р «Про визначення адміністративних центрів та затвердження територій територіальних громад Сумської області», село увійшло до складу Сумської міської громади.
19 липня 2020 року, в результаті адміністративно-територіальної реформи та ліквідації Сумського району(1923—2020), увійшло до складу новоутвореного Сумського району.

## Відомі люди

### Відомі уродженці
- Бондаренко Любов Олександрівна — монтажниця радіоапаратури Сумського виробничого об'єднання «Електрон» імені 50-річчя ВЛКСМ Сумської області. Член ЦК ВЛКСМ. Депутат Верховної Ради СРСР 10—11-го скликань.
- Медяник Сергій Сергійович — 11 липня 2022, Миколаїв) — старший солдат навідник БМП 106-го батальйону 63-ї окремої механізованої бригади сухопутних військ Збройних Сил України, учасник російсько-української війни, що загинув у ході російського вторгнення в Україну у 2022 році.
- Подоляка Юрій Іванович — український та російський блогер. Учасник Помаранчевої революції, пізніше блогер-оглядач політичних подій проросійського толку. З 2014 року жмешкає в Росії. Перебуває під санкціями РНБО України через антиукраїнську діяльність. Заочно засуджений в Україні до 15 років ув'язнення.